# GNU Bison
GNU Bison — программа, предназначенная для автоматического создания синтаксических анализаторов по данному описанию грамматики. Программа bison относится к свободному ПО, разработана в рамках проекта GNU и портирована под все традиционные операционные системы. Программа bison во многом совместима с подобной программой yacc. Обычно используется в комплексе с лексическим анализатором flex.
Flex используется для описания базовых токенов и создания программы (кода на C или C++), перерабатывающей поток символов в поток токенов. Bison используется для описания грамматики, построенной на базе алфавита токенов, и используется для генерации программы (кода на языке C, C++ или Java), которая получает на вход поток токенов и находит в этом потоке структурные элементы (нетерминальные токены) согласно заданной грамматике.